# Valeri Chman
Valeri Chman (en russe : Валерий Шман) est un aviateur soviétique. Il fut pilote de chasse et un as de la Seconde Guerre mondiale.

## Carrière
On possède très peu de renseignements concernant cet as soviétique.
Selon les historiens Tomas Polak et Christopher Shores, autorités en la matière, il était lieutenant (starchi leïtenant) à l'été 1944, et volait sur Yak-9 au sein du 4e escadron de chasse aérien (4.IAP), dépendant du deuxième front balte. 
Au cours de l'année 1944, il obtint les succès suivants :
- 26 septembre : 1 Messerschmitt Bf 109 abattu (NB. Qui serait sa 10e victoire) ;
- 10 octobre : 1 Focke-Wulf Fw 190 ;
- 26 décembre : 1 FW 190 ;
- 29 décembre : 1 appareil non identifié.

## Palmarès et décorations

### Tableau de chasse
- Crédité d'au moins 13 victoires homologuées.
- Selon certains historiens russes, il aurait remporté 16 victoires homologuées, toutes individuelles.

### Décorations
- Ordre du Drapeau rouge.